# Madonna col Bambino e quattro Dottori della Chiesa
La Madonna col Bambino e quattro Dottori della Chiesa è un dipinto a olio su tela (285x187 cm) del Moretto, databile al 1540-1545 e conservato nello Städelsches Kunstinstitut di Francoforte sul Meno.
L'opera, da collocare alla tarda maturità del Moretto, risente della perdita di grazia data dagli stilemi del manierismo incalzante, così come le figure son più goffe e lo spazio meno dominato rispetto alla precedente produzione. Mantiene comunque molto alto il valore dell'opera la grande sontuosità pittorica e cromatica, che si concretizza soprattutto nelle ricchissime vesti dei Dottori e nei panneggi del trono. Di gusto precedente è invece il fondale architettonico.

## Storia
In origine, il dipinto si trovava nella chiesa nazionale dei Lombardi di Roma, la basilica dei Santi Ambrogio e Carlo al Corso, dove è menzionato per la prima volta da Filippo Titi nella seconda metà del Seicento con attribuzione dubitativa al Pordenone o a Tiziano.
Non è noto, sulla base di documenti d'archivio, come il dipinto sia giunto nella chiesa dei Lombardi a Roma, costruita a partire dal 1612: György Gombosi, nel 1943, ipotizza un dono da parte della famiglia Ottoboni, non chiarendo però sulla base di quali indizi. Gli Ottoboni erano però di origine veneziana e non dovettero mai tenere alcun rapporto col Moretto: la loro unica presenza a Brescia fu quella di Pietro Ottoboni dal 1654 al 1664, quando poi salì al soglio pontificio come Alessandro VIII. Il Gombosi, probabilmente, equivocò con il fatto che gli Ottoboni, notizia peraltro incerta, possedevano altre opere del pittore, cioè la Madonna del Carmelo e lo stendardo della Madonna della Misericordia.
L'opera è più volte nominata nella letteratura artistica successiva al Titi, fino a Passavant che, nel 1835, informa che la tela fu venduta nel 1796 al mercante d'arte romano Doppieri per 300 scudi e, da questi, a Joseph Fesch, zio di Napoleone Bonaparte, per 3000 o 4000 scudi. Trasferita a Parigi, nel 1845 torna a Roma per essere messa all'asta assieme a tutta la collezione Fesch, dove viene acquistata dallo Städelsches Kunstinstitut per circa settantamila lire. La vendita, risaputa a livello nazionale, fece commentare Federico Odorici che l'ingiustizia verso il Moretto consumata in Italia, dove questa sua opera era stata svenduta per soli 300 scudi, si risarciva da parte degli stranieri che l'avevano acquistata per una cifra così alta.

## Descrizione
Il dipinto raffigura, in alto seduta su un trono, la Madonna con in grembo il Bambino Gesù. Ai suoi piedi, su una scalinata, si trovano, da sinistra a destra, sant'Ambrogio (in piedi, guardando la Madonna), san Gregorio Magno (seduto, con ricca veste papale decorata e ricamata), san Girolamo (seduto, vestito da cardinale), e sant'Agostino (in piedi, guardando a destra). Ambrogio e Agostino sono dipinti in ricche vesti episcopali adornate e ricamate. I quattro sono i dottori della Chiesa Latina, proclamati tali da Bonifacio VIII nel 1298.
Un ricco tessuto copre i primi scalini della gradinata, mentre un altro panneggio riveste lo schienale del trono della Madonna. Sullo sfondo è visibile un doppio colonnato di ordine dorico dal quale si dipartono tre festoni vegetali, aperto sul cielo azzurro.

## Stile
Il primo commento di carattere critico sull'opera è quello di Rio del 1856, il quale scrive che, tra le opere del Moretto, "niuna supera quella che vedevasi nella galleria del cardinale Fesch", trovando però la Madonna priva di nobiltà se non nell'atteggiamento e con una fisionomia in contrasto con quella dei Dottori, fra i quali solamente sant'Agostino è "opera insigne". Più completo è il commento di Joseph Archer Crowe e Giovanni Battista Cavalcaselle del 1871, i quali allo stesso modo esprimono riserve sulla Madonna col Bambino, scrivendo che "non sono i migliori del Maestro". I due studiosi, però, trattano l'opera in parallelo a un dipinto di uguale soggetto di Giovanni Battista Moroni, conservato nella chiesa di Santa Maria Maggiore di Trento, all'epoca ritenuto del Moretto.
Non si discostano dalla critica precedente Gustavo Frizzoni nel 1875 ("In Germania gode di una speciale rinomanza una pala del Moretto nella Galleria di Francoforte, di vivace ed armonico colorito, ma a nostro parere già sensibilmente convenzionale nei caratteri, e non più fine nell'intonazione") né Pietro Da Ponte nel 1898 ("Ha un'impronta di grande dignità e solennità: però la Vergine e il Bambino lasciano a desiderare").
Il dipinto trova una considerazione più accentuata nella valutazione di Adolfo Venturi del 1929, leggendolo però ancora assieme alla pala del Moroni di Trento secondo la tradizione inaugurata da Crowe e Cavalcaselle, al tempo di Venturi già peraltro dimostrata come infondata. Secondo lo studioso, "grande e fastosa è la pittura, ove la placida bellezza lombarda del Moretto si appara di magnificenza, con broccati d'amaranto e d'oro. Fresco e pacato s'apre l'azzurro del cielo con soffici nuvole bianche, e sembra più dolce e più chiaro per contrasto coi festoni di cupa verzura". Della stessa felicità cromatica si accorge György Gombosi nel 1943, ma allo stesso tempo osserva che nell'opera, come in altre dello stesso periodo, è scomparsa l'eleganza e la grazia del suo stile precedente, mentre le figure "acquistano spesso qualcosa di goffo e pesantemente grande; il Moretto non sa più dominare lo spazio rendendo goffi i ricercati chiasmi manieristici".
Camillo Boselli, nel 1954, vede la tela al centro di "un importante periodo di transizione alla stanca fase senile", rinvigorita solamente da sporadici "sprazzi di luminosa gioia che si manifesta nel canto chiaro di colori e di fiori, nella sontuosità piacevole di piviali e di manti". La pala è "un rapido respiro di sollievo nella cupezza dell'assieme, un momento breve come quello che un sei anni dopo il Moretto avrà a San Clemente nella grande pala dei Domenicani".
Più lodevole appare il commento di Renata Bossaglia del 1963, la quale giudica l'opera "bellissima, inaspettatamente uscita dalla fantasia del Moretto, con una purezza di disegno e una vitalità di struttura che ci rendono perplessi nel porla oltre il '40; i santi vescovi sono in linea con quelli della pala di Sant'Eufemia, per esempio; e appare assai capziosa, alla metà del Cinquecento, l'architettura veneta con ghirlande di frutta" ma, poiché gli stessi motivi compaiono anche nella successiva pala di San Clemente, già citata, e la tela presenta comunque numerosi caratteri tardi, la studiosa conclude ritenendo verosimile la collocazione temporale tradizionale.
Valerio Guazzoni, nel 1981, indaga la valenza teologia del dipinto rapportata all'epoca di esecuzione, cioè alla vigilia del Concilio di Trento: "Di storia contemporanea, di incontri di religione, di attese conciliari parlano le figure in primo piano: san Gregorio e san Girolamo intenti a dibattere, testi alla mano, la sacra dottrina".
Pier Virgilio Begni Redona, nel 1988, fornisce invece le possibili fonti di ispirazione da cui il Moretto poté trarre l'idea della Madonna circondata dai Dottori e non dai tradizionali santi adoranti: cita quindi il dipinto di omonimo soggetto di Antonio Vivarini e Giovanni d'Alemagna conservato nelle Gallerie dell'Accademia di Venezia, la Pala di San Zeno del Mantegna e altre opere analoghe di Alvise Vivarini, Marco Basaiti e del Bergognone. Conclude però il critico: "Certamente, rispetto ai possibili modelli, qui nel Moretto l'attenzione al tema acquista una pregnanza storica di ben altro spessore, così come altamente solenne ne è il rimando: i due svettanti pastorali dei due vescovi stanti sono impugnati quasi fossero, più che emblemi, armi in mano a guerrieri, e il libro della dottrina rivelata giace con presa sicura nelle mani di che ne è, per elezione divina, il legittimo detentore".